# Měkký luh

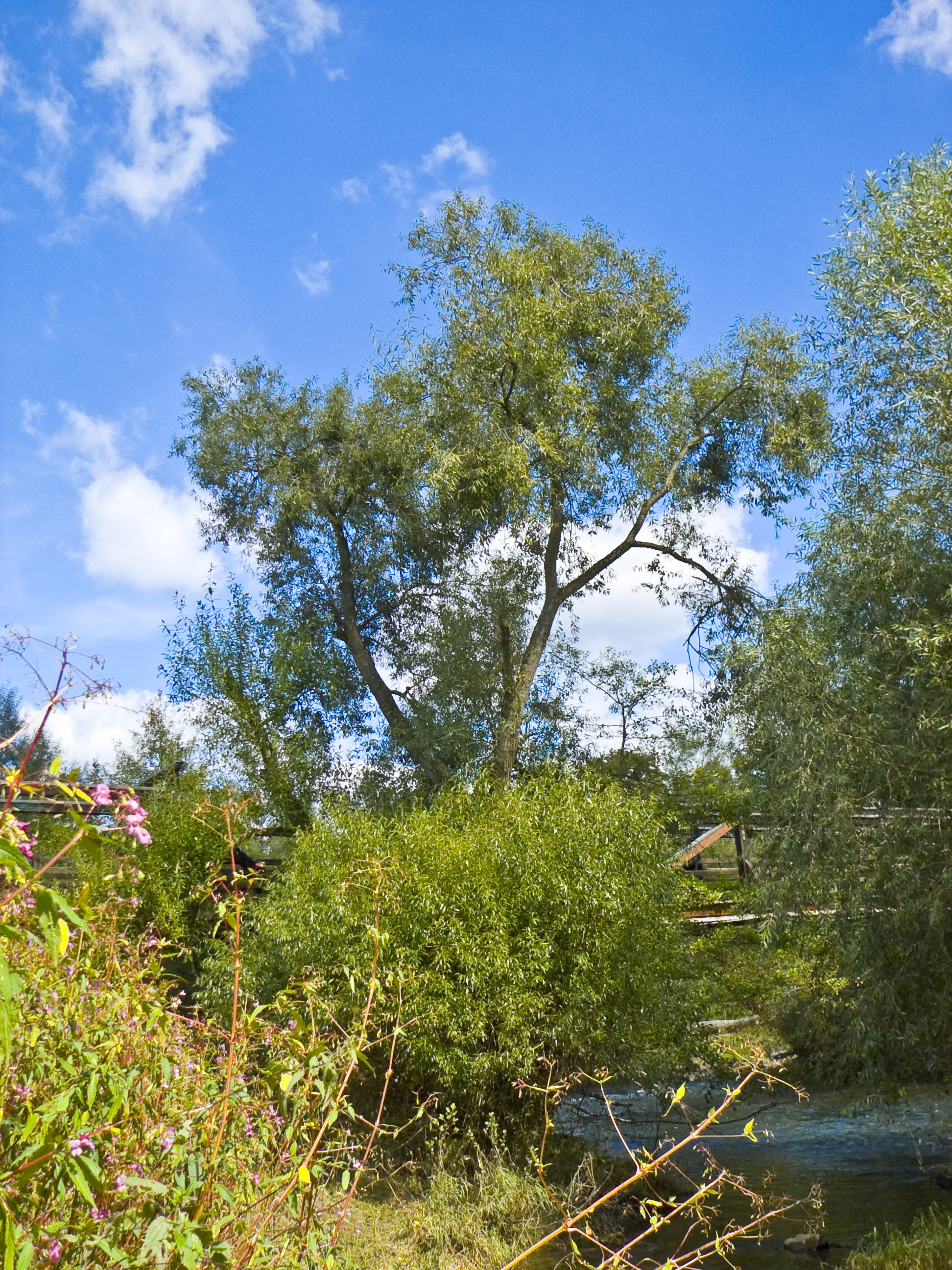
Měkký luh

Měkký luh je typ nížinného lužního lesa, který je silně ovlivněn proudem řek a pravidelnými záplavami, přičemž zde voda stagnuje po delší dobu než v případě tvrdých luhů. Název je odvozen od tvrdosti dřeva hlavních dominant tohoto typu lesa, což jsou vrby a topoly – tyto stromy mají měkké dřevo s rychlými přírůstky. 
V České republice se měkké luhy vyskytují v širokých nivách dolních toků nížinných řek. Rozšířeny jsou roztroušeně v Ostravské pánvi, České křídové tabuli a moravských úvalech. Půdy, na kterých rostou, jsou zpravidla těžší fluvizemě dobře zásobené živinami, nevysychavé, ovlivněné vysokou hladinou spodní vody.

## Charakteristika

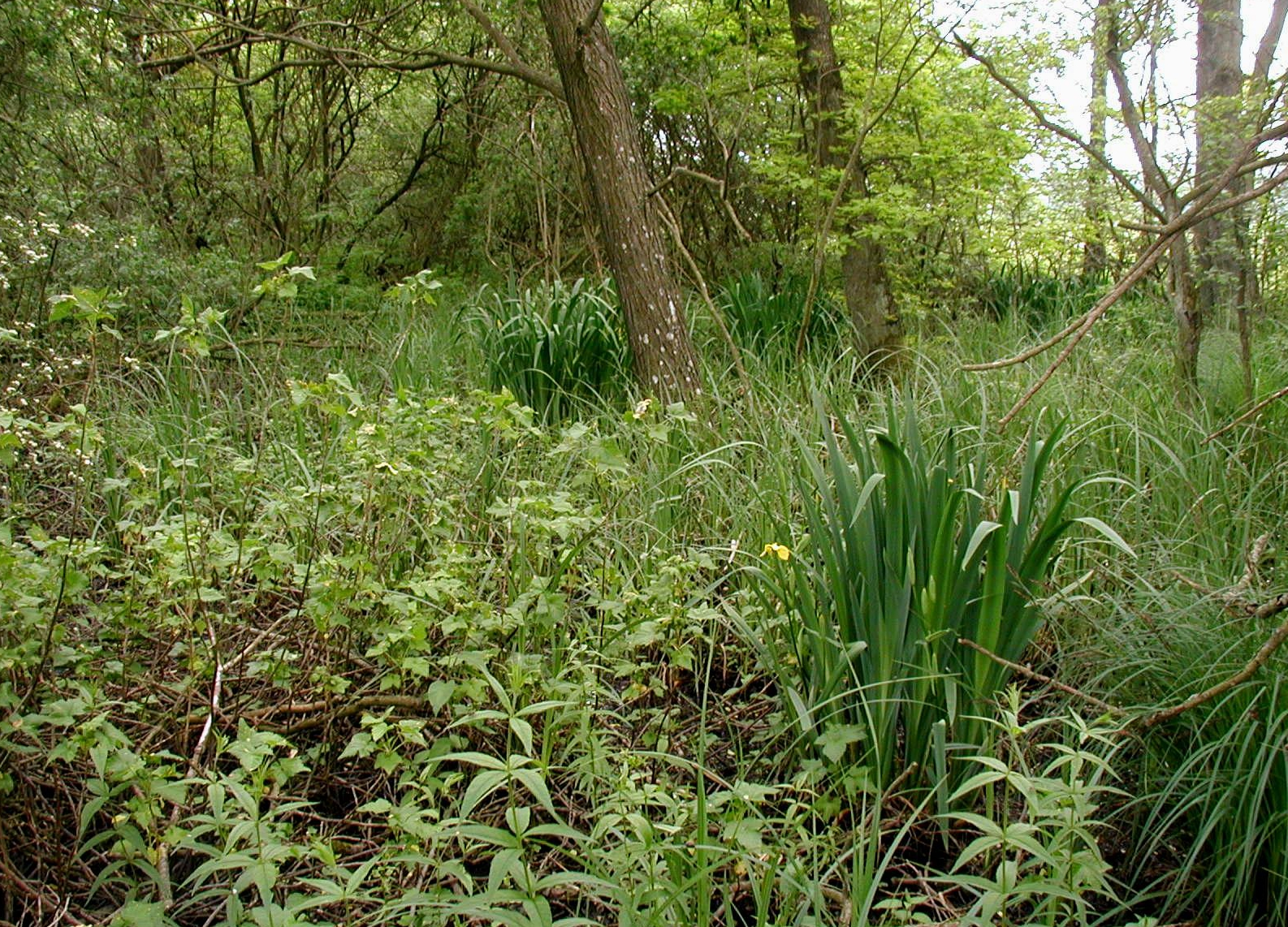
Kosatec žlutý v měkkém luhu

Ve stromovém patře měkkého luhu převládá v nižších polohách vrba bílá, v polohách pahorkatin vrba křehká nebo její hybrid s vrbou bílou (Salix x rubens); přimíšeny jsou topoly černý a bílý, méně často jasan ztepilý a (na jižní Moravě) jasan úzkolistý. V keřovém patře roste bez černý, někde krušina olšová, popřípadě křovité druhy vrb (vrba trojmužná, vrba nachová, vrba košíkářská).
Bylinné patro je tvořeno vlhkomilnými, nitrofilními druhy, jako je bršlice kozí noha, svízel přítula, kopřiva dvoudomá, lilek potměchuť, kostival lékařský nebo hluchavka skvrnitá; z travin se vyskytují ostřice ostrá a štíhlá, chrastice rákosovitá nebo rákos obecný. Charakteristické jsou pnoucí liány (chmel otáčivý, opletník plotní); výrazným prvkem jarního aspektu jsou žlutě kvetoucí orseje a blatouchy. Na trvale zamokřených místech najdeme rostliny vázané na vodu, jako např. žabník jitrocelový nebo kosatec žlutý. Mechové patro je vyvinuto jen slabě, případně vůbec.

## Ohrožení a ochrana
Měkké luhy jsou ohrožovány narušením vodního režimu krajiny, potlačením pravidelných záplav i šířením nepůvodních invazních druhů (topol kanadský). 